# Sansais

Sansais este o comună în departamentul Deux-Sèvres, Franța. În 2009 avea o populație de 764 de locuitori.